# جريس بني
الجُرَيس البني (باللاتينية: Campanula buseri) نوع نباتي ينتمي إلى جنس الجريس من الفصيلة الجريسية.

## الموئل والانتشار
موطنه بلاد الشام وتركيا.

## مرادفات للاسم العلمي
- (باللاتينية: Tracheliopsis tubulosa (Boiss.) Buser)
- (باللاتينية: Trachelium tubulosum Boiss.)
- (باللاتينية: Diosphaera tubulosa (Boiss.) Bornm.)